# Eurytoma striolata
Eurytoma striolata är en stekelart som beskrevs av Julius Theodor Christian Ratzeburg 1848. Eurytoma striolata ingår i släktet Eurytoma och familjen kragglanssteklar.
Artens utbredningsområde är Tyskland. Inga underarter finns listade i Catalogue of Life.